# André Richard (Erzbischof)
André Richard CSC (* 30. Juni 1937 in Saint-Ignace) ist Alterzbischof von Moncton.

## Leben
André Richard trat der Ordensgemeinschaft der Kongregation vom Heiligen Kreuz bei, legte die Profess am 15. August 1956 ab und empfing am 17. Februar 1963 die Priesterweihe. Er studierte von 1965 bis 1966 in Frankreich und wurde nach seiner Rückkehr nach Kanada Kurat mehrerer Gemeinden. 1976 wurde Richard für seinen Orden Provinzial von New Brunswick.
Papst Johannes Paul II. ernannte ihn am 20. Mai 1989 zum Bischof von Bathurst. Der Erzbischof von Moncton, Donat Chiasson, spendete ihm am 9. August desselben Jahres die Bischofsweihe; Mitkonsekratoren waren James Hector MacDonald CSC, Bischof von Charlottetown, und Austin-Emile Burke, Bischof von Yarmouth. In der kanadischen Bischofskonferenz war er Mitglied der Kommission für katholisches Bildungswesen und leitete hier den französischsprachigen Sektor. Für die nationale Bischofskonferenz war er 1999 Präsident des Komitees zur Vorbereitung des Heiligen Jahres 2000.
Am 16. März 2002 wurde er zum Erzbischof von Moncton ernannt. Am 15. Juni 2012 nahm Benedikt XVI. seinen altersbedingten Rücktritt an.